# Приходько Інна В'ячеславівна
Інна В'ячеславівна Приходько (; нар. 28 квітня 1987, Чорнобай,Черкаська область)  — українська акторка . Учасниця КВК (від 2005), резидентка клубу Comedy Club UA (від 2007).

## Життєпис
Народилася 28 квітня 1987 року в селищі Чорнобай.
Закінчила Чорнобаївську школу № 1, Київський національний університет культури і мистецтв.

## Фільмографія
- 2020 — Рідня (телесеріал)
- 2019: Скажене весілля 2 — Оля
- 2019: Великі Вуйки
- 2019: Кримінальний журналіст — Яна
- 2018: Несолодка помста — дівчина
- 2018: Скажене весілля — Оля
- 2017: Сутичка — головна роль — Анна
- 2017: Перший хлопець на селі — Галина
- 2017: Ментівські війни. Київ — епізод
- 2017: Біле-чорне — Галя
- 2017: Одружити не можна помилувати — Іра
- 2016: Центральна лікарня — Лоліта
- 2016: Випадкових зустрічей не буває — Люба
- 2016: Заміж після всіх — Соня
- 2016: Два життя — Оксана
- 2015: Пес — Ріта
- 2013—2014: Сашка — Світлана
- 2013—2014: Великі почуття — ?
- 2013: В мережі — ?
- 2012: Джамайка — Оксана
- 2009: Недоторкані — Джулія Тимошенко